# الأزياء المدرسية حسب الدول

استخدام الزي المدرسي حسب الدولة
الزي الرسمي منتشر
الزي الرسمي ليس شائعا

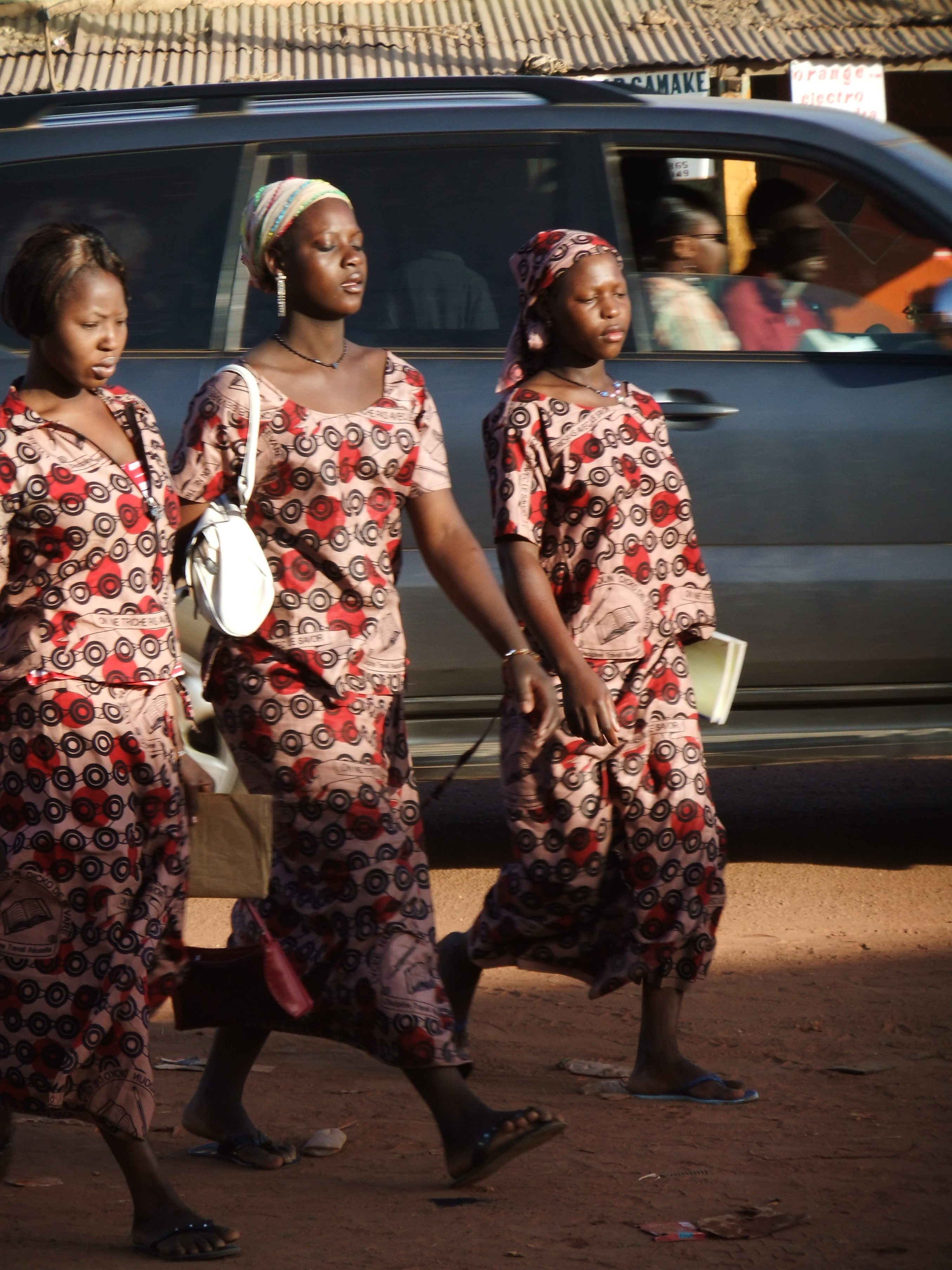

يعود اتخاذ زي مدرسى إلى القرن الـ 16 الميلادي، و قد كانت مدرسة مشفي المسيح بلندن عام 1552 هي أول من فرضت على تلاميذها زياً مدرسياً ، و يعود أول استخدام للأزياء الموحدة في المجال الأكاديمي لعام 1222 حينما آمر رئيس أساقفة كانتربري بارتداء زي الرهبان «كابا».
و من حينها أعتنقت كثير من البلدان الأخري فكرة استخدام الزي الموحد في المنشآت التعليمية والآن ستجده لأمراً شائعاً في مختلف بقاع العالم، و قد قوبل هذا النهج بالترحاب لما يحققه من مساواة مجتمعية بين الطلبة و تعزيز روح الجماعة، و لكن كانت هناك بعض الأصوات المعارضة لمشابهته لنسق الوحدة العسكرية. لقد كانت قرارات فرض زي موحد علي طلبة المدارس لأمر مثير للجدل مُستقطبٌ في الدول و المجتمعات. في بعض الدول كجنوب أفريقيا و المملكة المتحدة و بعض الدول الآسيوية، ستجد أن سياسة الزي الموحد إجبارية خاضعة لكل مدرسة و معاييرها وما يتوافق مع رؤيتها، بينما في أيرلندا و بريطانيا و دول أوروبا المتقدمة، ستجد فكرة الأزياء الموحدة منتشرة و موافق عليها من قبل المدارس و الحكومات المحلية والوطنية، على الرغم من عدم وجود تشريع بوجوبيتها في ويلز و سكوتلاند و شمالي ايرلندا و بريطانيا. هناك بعض المدارس الخاصة و الحكومية التي لا تفرض زياً موحداً، بل تسمح للطلبة بارتداء ما يعجبهم شريطة الأ يخالف لوائح المدرسة و بموافقة الأهل أو ولي الأمر.